# Steve Kuhn
Para el guitarrista de jazz-rock, ver Steve Khan
Stephen ("Steve") Lewis Kuhn (Brooklyn, Nueva York, 24 de marzo de 1938) es un pianista y compositor estadounidense de jazz.

## Historial
Estudió inicialmente piano clásico, aunque desde muy pronto comenzó a acompañar a músicos de jazz en clubs de Boston, donde se había trasladado para estudiar en Harvard, entre ellos a Coleman Hawkins, Chet Baker y Vic Dickenson. En 1959 entró a formar parte de la bada de Kenny Dorham, a quien dejó para tocar con John Coltrane, aunque estuvo muy poco tiempo con él. A partir de 1960, toca y graba con Stan Getz y Art Farmer, hasta que se instala en Estocolmo, en 1967. A comienzos de la década de 1970, Kuhn participa en happenings electrónicos, de carácter didáctico, impulsados por el crítico Don Heckman. A partir de 1974, comienza a grabar para el sello ECM, en un estilo de "fusión de cámara", colaborando con Sheila Jordan, Steve Swallow y otros, hasta ya entrados los años 1980. Entre sus discos, encontramos colaboraciones con músicos tan dispares como Toshiko Akiyoshi, Gary McFarland, Max Roach, Pee Wee Russell o Bob Brookmeyer, aparte de los ya citados.
Como pianista, está muy influenciado por Bill Evans, que fue el primero en desarrollar conceptos de romanticismo con tensión moderna, en palabras de Berendt, y en ese sentido Kuhn se anticipó a los pianista que desarrollaron ese estilo en ECM, en los años 1980 (Chick Corea, Keith Jarret, Art Lande...). Paulatinamente, se ha ido definiendo en solitario como un pianista con tocar refinado, articulación neta, con predilección por los climas intimistas, a la vez que, con formaciones más grandes, muestra una singular libertad formal.

## Discografía[3]

### Como líder
- 1963 - The Country and Western Sound of Jazz Pianos con Toshiko Akiyoshi (Dauntless)
- 1966 - Three Waves (Contact)
- 1966 - The October Suite con Gary McFarland (Impulse!)
- 1968 - Watch What Happens (MPS), también publicado como Steve Kuhn in Europe (Prestige)
- 1969 - Childhood Is Forever (Charly/BYG)
- 1972 - Chicken Feathers (con Monica Zetterlund)
- 1972 - Raindrops (Steve Kuhn Live in New York)
- 1972 - Steve Kuhn
- 1974 - Ecstasy (ECM)
- 1974 - Trance (ECM)
- 1977 - Motility (ECM)
- 1978 - Non-Fiction (ECM)
- 1979 - Playground (ECM) con Sheila Jordan
- 1981 - Last Year's Waltz (ECM)
- 1984  Mostly Ballads (New World Records) con Harvie Swartz
- 1986  The Vanguard Time (Owl Time Line)
- 1986  Life's Magic (Black Hawk)
- 1988  Porgy (Jazz City)
- 1988  Porgy (Evidence) con Eddie Gomez, Buster Williams y Al Foster
- 1989  Oceans In The Sky (Owl)
- 1990  Looking Back (Concord)
- 1990  Live At Maybeck Recital Hall. Volume 13 (Concord)
- 1992  Years Later (Concord) con David Finck y Lewis Nash
- 1995  Remembering Tomorrow (ECM) con David Finck y Joey Baron
- 1995  Seasons Of Romance (Postcards Records) con Tom Harrell, Bob Mintzer, George Mraz y Al Foster
- 1998  Dedication (Reservoir) con David Finck y Billy Drummond
- 1998  Love Walked In (Venus) con Buster Williams y Bill Stewart
- 1999  Countdown (Reservoir)
- 2000  The Best Things (Reservoir)
- 2007  Live at Birdland (EMI/Blue Note) con Ron Carter y Al Foster
- 2009  Mostly Coltrane (ECM) con David Finck, Joey Baron, y Joe Lovano

### Como acompañante
- 1960  Kenny Dorham: Jazz Contemporary (Time)
- 1961  Stan Getz: Recorded Fall 1961 (Verve) incluyendo a Bob Brookmeyer y Roy Haynes
- 1965  Art Farmer: Sing Me Softly Of The Blues (Atlantic)
- 1965  Pete La Roca: Basra (Blue Note)
- 1966  Oliver Nelson: Sound Pieces (Impulse!)
- 1966  Pee Wee Russell y Henry "Red" Allen: The College Concert (Impulse!)
- 1979  Steve Swallow: Home (ECM)
- 1981  David Darling: Cycles (ECM, 1981)
- 1991  Steve Swallow: Swallow ([4]) con Carla Bley y John Scofield
- 1997  Sheila Jordan: Jazz Child (High Note)

### Como colaborador puntual
- 1966 "The October Suite" (Impulse) con Gary McFarland
- 2004 "Promises Kept" (ECM) con Carlos Franzetti

### Recopilatorios y Box-set
- 2009 "Life's Backward Glances" (box set): Solo Piano, Tríos, y Cuartetos con Steve Slagle o Sheila Jordan.